# ACN Inc.
ACN, Inc. – międzynarodowe przedsiębiorstwo działające według zasad wielopoziomowego marketingu.
Jest dostawcą oraz operatorem oferującym, w zależności od kraju, następujące usługi:
- telefonia stacjonarna, telefonia internetowa i komórkowa
- internet szerokopasmowy (we współpracy)
- telewizja (we współpracy)
- gaz (we współpracy)
- prąd
- zabezpieczenia mienia (we współpracy)
- wsparcie komputerowe (we współpracy)
- systemy inteligentnych mieszkań (we współpracy)
- ubezpieczenia samochodowe (we współpracy)

Funkcjonuje dzięki sieci niezależnych przedstawicieli posiadających sklepy internetowe. Oferują oni usługi bezpośrednio klientowi, otrzymując w zamian prowizje i premie.

## Historia
ACN został założony w Stanach Zjednoczonych w 1992 roku przez Roberta Stevanovskiego, Grega Provenzano oraz braci-bliźniaków Tony’ego i Mike’a Cupiszów.
Przedsiębiorstwo rozpoczęło działalność w 1993 r. jako American Communications Network. Początkowo posiadając jedynie 20 niezależnych przedstawicieli, osiągnęło obroty rzędu dwóch milionów USD w pierwszym roku działalności, zajmując się sprzedażą usług operatora międzystrefowego o nazwie LCI. Po pięciu latach LCI zostało wykupione przez Qwest Communications, co zakończyło dotychczasową współpracę z ACN.
W 1998 r., dzięki osiągniętemu przychodowi rzędu 98,1 miliona USD, ACN został wpisany na listę 500 najszybciej rozwijających się przedsiębiorstw według magazynu Inc.
Międzynarodowa ekspansja ACN rozpoczęła się w czerwcu 1997 roku, kiedy rozszerzono działalność firmy na Kanadę.
W 1998 roku przedsiębiorstwo rozpoczęło świadczenie usług w Europie, rozpoczynając od Wielkiej Brytanii. Europejska siedziba główna w Amsterdamie w Holandii została oficjalnie otwarta w 1999 roku, a w kolejnych latach rozpoczęto działalność w Niemczech, Holandii, Szwecji i Danii.
W lecie 2001 roku do krajów tych dołączyła Norwegia. Od 2002 firma obecna jest w Irlandii, Austrii i Włoszech, wtedy też zaczęła świadczyć usługi telefonii komórkowej w krajach skandynawskich.
W roku 2004 ACN rozpoczęło działalność we Francji, Belgii, Szwajcarii, Hiszpanii i Portugalii, a także Australii, a w 2006 roku w Nowej Zelandii i Polsce. W kolejnych latach ACN pojawiła się w Finlandii, Czechach i na Węgrzech.
Przedsiębiorstwo zmieniło również swoją nazwę na oryginalny akronim ACN, aby odzwierciedlić swój globalny zasięg.
W 2008 r. przedsiębiorstwo przeniosło swoją siedzibę z Farmington Hills w stanie Michigan do Concord w Karolinie Północnej.
Obecnie ACN dostarcza swoje usługi w 23 krajach i stale powiększa swój zakres działania.
13 grudnia 2008 ACN zakupił sprzęt wideotelefoniczny o wartości ponad 50 milionów USD firmy WorldGate Communications. Stanowiło to część umowy, w ramach której ACN poprzez podległą firmę WGI Investors, wykupił zadłużenie WorldGate od kredytodawcy o nazwie YA Global Investements oraz nabył 63% akcji WorldGate.
Firma jest członkiem stowarzyszeń sprzedaży bezpośredniej takich jak: Polskie Stowarzyszenie Sprzedaży Bezpośredniej, Direct Selling Association w USA czy SELDIA – Europejskiego Stowarzyszenia Sprzedaży Bezpośredniej.
W 2010 r. ACN został umieszczony na 21. miejscu wśród 100 największych sprzedawców bezpośrednich. W 2015 pod względem obrotów firma znalazła się na 27. miejscu w świecie wśród przedsiębiorstw tej kategorii.
Siedziba główna ACN znajduje się w Concord w stanie Karolina Północna, pozostałe centra znajdują się w:
- Amsterdamie – siedziba operacji europejskich
- Sydney – siedziba operacji na obszarze Pacyfiku
- Wrocławiu – biuro operacyjne na Europę
- Åmål – biuro operacji na Skandynawię
- Seulu – koreańskie biuro operacyjne

## Kontrowersje, krytyka
Niezależni przedstawiciele ACN nie otrzymują wynagrodzenia za samo pozyskiwanie nowych niezależnych przedstawicieli do organizacji. W przypadku braku pozyskiwanych klientów zgodnie z wymogami planu wynagrodzeń firmy, wynagrodzenie nie jest wypłacane. ACN wymaga od nowych przedstawicieli opłaty startowej w wysokości zależnej od kraju operacji. Nastawienie firmy jest skierowane na sprzedaż usług oraz pozyskiwanie nowych przedstawicieli, co nierzadko jest uważane za postępowanie nieetyczne. Struktura ACN na pierwszy rzut oka może mylnie przywodzić na myśl strukturę piramidy finansowej, dlatego firma była wielokrotnie celem procesów sądowych w Stanach Zjednoczonych i kilku innych krajach.
Jak dotąd jednak nikt nie udowodnił ACN działań niezgodnych z prawem w odniesieniu do zasad rekrutacji, a sądy w swoich orzeczeniach określiły, że „ACN nie jest piramidą finansową”.
Kary nie uniknął natomiast jeden z niezależnych przedstawicieli ACN. Został on ukarany grzywną w wysokości 15 000 euro za stosowanie fałszywej bądź zwodniczej reklamy w odniesieniu do rekrutacji nowych przedstawicieli we Francji.
W odpowiedzi na krytykę zawartą w publikacjach internetowych, przedstawicielka generalnego zarządu firmy ACN, pani Colleen Jones stwierdza, że „firma ACN jest świadoma często nieprzychylnych opinii w internecie, jednak nie przywiązuje do tego zbytniej wagi.”.
Materiały szkoleniowe ACN zawierają następujące informacje: „firma nie gwarantuje dochodów w przypadku braku pozyskiwanych klientów. Sukces Niezależnego Przedstawiciela ACN nie jest gwarantowany, ale w pełni uzależniony od osobistych starań. Nie wszyscy Niezależni Przedstawiciele ACN osiągają zyski i nikomu nie można zagwarantować odniesienia sukcesu.”.